# HD 206642
HD 206642，又名CD-3914405，SAO 213248、HR 8299，是一颗恒星，视星等为6.3，位于銀經4.35，銀緯-49.57，其B1900.0坐标为赤經21h 38m 20.3s，赤緯-39° -49.57′ 22″。